# Хуарес (футбольный клуб)
«Хуа́рес»  (исп. Fútbol Club Juárez), также известный как «Бра́вос де Хуа́рес» (исп. Bravos de Juárez) или «Бра́вос» — мексиканский футбольный клуб из города Сьюдад-Хуарес, штата Чиуауа. Домашние матчи команда проводит на Олимпийском стадионе Бенито Хуарес, вмещающем 22 300 зрителей.

## История
История «Хуареса» берёт своё начало в 2015 году, когда группа предпринимателей во главе с Алехандро де ла Вегой решила вернуть Сьюдад-Хуарес в элиту мексиканского футбола. Последним клубом, представлявшим крупнейший город штата Чиуауа на высшем уровне, был «Индиос». Эта команда провела 2 сезона (с 2008 по 2010 год) в Примере и была ликвидирована в 2012 году. Возникший на его основе новый одноимённый клуб показывал удручающие результаты в третьей по уровню лиге Мексики и не отличался выдающейся работой менеджмента клуба.
7 июня 2015 года было объявлено о вступлении клуба «Хуарес» в Ассенсо МХ, второй по силе дивизион страны. В первом же своём турнире этой лиги, Апертуре 2015, «Хуарес» сумел занять второе место в регулярном турнире, уступив первую строчку команде «Лобос БУАП» лишь по разнице мячей. В последовавшем плей-офф «Хуарес» не без труда одолел соответственно в 1/4 и 1/2 финала команды «Кафеталерос де Тапачула» и «Минерос де Сакатекас». В финале ему противостоял именитый клуб «Атланте». Проиграв первую встречу в гостях с минимальным счётом, дома «Хуарес» победил (3:0) трёхкратного чемпиона Мексики, став чемпионом Апертуры 2015. В стыковых матчах за право на повышение в Лигу МХ уступил чемпиону Клаусуры 2016, клубу «Некакса».
11 июня 2019 года клуб «Лобос БУАП» продал франшизу «Хуаресу». По этой причине в сезоне 2019/20 «Хуарес» выступит в Примере Мексики, несмотря на то, что в предыдущем сезоне команда заняла лишь 14-е место в Ассенсо.

## Достижения
- Чемпион Ассенсо МХ (1): Апертура 2015